# Stepan Kracheninnikov
Stepan Petrovitch Kracheninnikov (en russe : Степан Петрович Крашенинников) est un explorateur et géographe russe, né le 11 novembre (vieux style 31 octobre) 1711 à Moscou et mort le 8 mars (25 février) 1755 à Saint-Pétersbourg.
Kracheninnikov donna la première description complète de la péninsule du Kamtchatka au XVIIIe siècle. Il fut élu à l'Académie des sciences de Russie en 1750. Le volcan Kracheninnikov du Kamtchatka a été nommé en son honneur.

## Biographie
Fils d'un soldat du Régiment Préobrajensky, Kracheninnikov fait ses études à l'Académie slavo-gréco-latine de Moscou (1724-1732), où Mikhaïl Lomonossov était un de ses condisciples. Il y est désigné parmi les douze meilleurs élèves et est ainsi choisi pour poursuivre ses études à l'Académie des sciences de Saint-Pétersbourg. Il y suit les cours de géographie, histoire, botanique, zoologie de Gmelin et Müller qui le désignent parmi quatre étudiants pour faire partie du détachement académique des expéditions en Sibérie (1733-1736) et dans la péninsule du Kamtchatka (1737-1741).

### Explorations en Sibérie
En Sibérie, entre 1733 et 1736, il explore notamment quelques cavités naturelles abritant des vestiges préhistoriques.

### Explorations au Kamtchatka
En 1736, il est envoyé au Kamtchatka pour y préparer l’arrivée de l’équipe scientifique de l’expédition, mais celle-ci ne peut finalement s'y rendre. Aussi, il est chargé d’étudier seul cette région, accompagné seulement d'un garde et d'interprètes ; il reçoit par courrier les instructions des scientifiques restés derrière lui. Il part ainsi d'Okhotsk sur le Fortuna et rejoint le Kamtchatka le 14 octobre 1737. Il installe une station météorologique à Bolcheretsk où il récolte les données du tremblement de terre du 6 octobre touchant les Kouriles et le sud du Kamtchatka ainsi que sur les tsunamis qu'il a déclenché. Du 17 janvier au 2 février 1738, il visite les sources chaudes minérale de la rivière Bolshaya et, du 19 mars au 1er avril, explore le sud de la presqu'île où il étudie et collectionne des plantes, des insectes et des oiseaux.
Le 19 novembre 1738, il part pour un périple de cinq mois à travers le Kamtchatka. Il visite la source du fleuve Kamtchatka, les fortins cosaques de Verkhné-Kamtchatsk et Nijné-Kamtchatsk. Il y étudie les Kamtchadales. Il est de retour à Bolcheretsk le 13 avril 1739. Il assiste le 22 mai au départ de Martin Spanberg pour le Japon et entreprend une nouvelle expédition. Il reçoit le 4 janvier 1740 des lettres, parties depuis 1737, de Gmelin et Müller, qui lui donnent des consignes mais n'annoncent nullement leur arrivée. Le 11 janvier, en compagnie de deux cosaques, Sobolev et Syssoïev, et avec six traîneaux tirés par des chiens, il atteint les environs du fleuve Karaga mais apprenant que la guerre entre Tchouktches et Koriaks a éclaté, renonce et revient à Bolcheretsk (21 mars). Après un voyage sur la Natchilova (petite rivière non identifiée) (juin), il voit enfin arriver, à bord du navire Okhotsk, le 20 septembre 1740, Louis de La Croyère et Georg Wilhelm Steller. Une lettre de Müller lui demande de remettre tous ses travaux à Steller, ce qui le désole fortement et d'être son subordonné. La Croyère s'installe quant-à-lui dans l'isba qu'il occupait et qu'il a construit. Il reçoit par ailleurs ses deux années d'arriérés de solde.
Lorsque Steller explore la baie d'Avatcha, il essaie une nouvelle fois d'atteindre le pays des Koriaks mais échoue. Steller lui ordonne alors de quitter le Kamtchatka, ce qu'il fait le 28 mai 1741.
Il épouse à Irkoutsk une nièce de la femme du voïvode et rejoint Gmelin et Müller à Tobolsk avec lesquels il revient à Saint-Pétersbourg.
En juin 1745, il est nommé adjoint académique et traduit du latin en russe la Flora sibirica de Gmelin. Steller étant mort entre-temps, il récupère ses propres travaux et commence la rédaction de sa Description du Kamtchatka. Le 11 avril 1750, il devient professeur d'histoire naturelle à l'Académie des sciences de Saint-Pétersbourg. Son ouvrage obtient un immense succès et est aussitôt traduit dans diverses langues européennes. Malheureusement, Kracheninnikov ne connait pas la réussite de son œuvre et meurt le 25 février 1755 à 7 heures du matin. Il laisse six enfants en bas âge à sa veuve.

## Reconnaissance de ses travaux
À son retour dans la capitale russe en 1743, Kracheninnikov est alors fait membre de l'Académie des sciences et obtient un poste de professeur de botanique et d'histoire naturelle.
Kracheninnikov rédigea le compte-rendu détaillé des plantes et des animaux de la région qu'il avait visitée, ainsi que de la langue et de la culture des peuples autochtones, les Itelmènes et les Koryaks, avec lesquels il se serait très bien entendu.
Sa description du Kamtchatka a été publiée après sa mort, à Saint-Pétersbourg (Описание земли Камчатки, 1755). Une traduction anglaise a été publiée en 1764 puis une traduction française : Histoire et description du Kamtchatka, Amsterdam, éd. Rey, 1770. Kracheninnikov avait commencé la rédaction d'une flore de l'Ingrie, elle est achevée par Gerter en 1761.
Le botaniste allemand Johann Anton Güldenstädt (1745-1781) lui dédie le genre Krascheninnikovia, de la famille des Chenopodiaceae, en 1772.
Il est enterré au cimetière Saint-Lazare du monastère Alexandre-Nevski de Saint-Pétersbourg.